# Giambattista Felice Zappi
Giovambattista Felice Zappi (Imola, 1667 – Roma, 30 luglio 1719) è stato un poeta italiano.

## Biografia
Nacque a Imola, parrocchia di San Nicolò, il 18 marzo 1667, da Giovanni Evangelista e Maria Maddalena Borelli. Il nonno paterno, omonimo, era stato un modesto poeta, ma più che decoroso giureconsulto. La famiglia Zappi, attestata in documenti imolesi di fine XIV secolo, si era inurbata dalla casa-madre di San Prospero, dividendosi in più rami. Il Nostro apparteneva agli Zappi di San Pietro.
Studi elementari nella città natale presso i Gesuiti. A 13 anni fu mandato a Bologna, dove si laureò in giurisprudenza nel 1685: il diploma lo ricevette dalle mani del sacerdote Ulisse Giuseppe Gozzadini, che nel 1710 diventerà vescovo d'Imola e cardinale.. Nel 1687 si trasferì a Roma, dove intraprese una fortunata carriera forense, frequentando nel contempo i salotti mondani e letterari. Fu inoltre nominato dal Papa Innocenzo XII Assessore del Tribunale dell'Agricoltura e Fiscale del Tribunale delle Strade. La sua vera passione era tuttavia la Poesia. A Roma aderì dapprima all'Accademia degli Infecondi e successivamente all'Accademia dell'Arcadia, di cui, col nome di Tirsi Leucasio, fu uno dei quattordici fondatori nel 1690.
Nel 1705, su proposta del Papa Clemente XI, sposò Faustina Maratti, figlia del pittore Carlo Maratta, donna molto colta, e anch'essa poetessa, accolta in Arcadia con il nome di Aglauro Cidonia. Faustina Maratti aveva subito pochi anni prima un tentato ratto da parte del giovane duca   Giangiorgio Sforza Cesarini, signore di Genzano, la località dei Castelli Romani in cui risiedeva Carlo Maratta. Il matrimonio fu molto felice; la loro casa divenne centro di frequentatissime riunioni letterarie. Zappi morì all'età di soli 52 anni verosimilmente in seguito a un attacco di malaria. È seppellito, come peraltro il suocero Carlo Maratta, nella Basilica di Santa Maria degli Angeli in Roma.

## Opere
Nel 1723 fu pubblicata una raccolta di "Rime" che comprendeva anche componimenti della moglie (Rime di Giovanni Battista Felice Zappi e di Faustina Maratti, sua consorte, aggiuntevi altre poesie de' più celebri dell'Arcadia di Roma). La raccolta ebbe varie edizioni.
Le canzoni encomiastiche, decisamente ampollose, tradiscono le origini barocche dello Zappi, il quale riesce meglio nelle poesie amorose, sonetti anacreontici eleganti e misurati, che ne fanno uno dei maggiori esponenti del gusto miniaturistico e melodrammatico del Settecento. Su di lui è passata tuttavia in proverbio la feroce e ingiusta stroncatura di Giuseppe Baretti, che definì "inzuccheratissimo" il poeta, e "smascolinati sonettini" le sue composizioni amorose. In realtà, fra le opere dello Zappi, non mancano le poesie "eleganti e non stucchevoli".